# Nergal

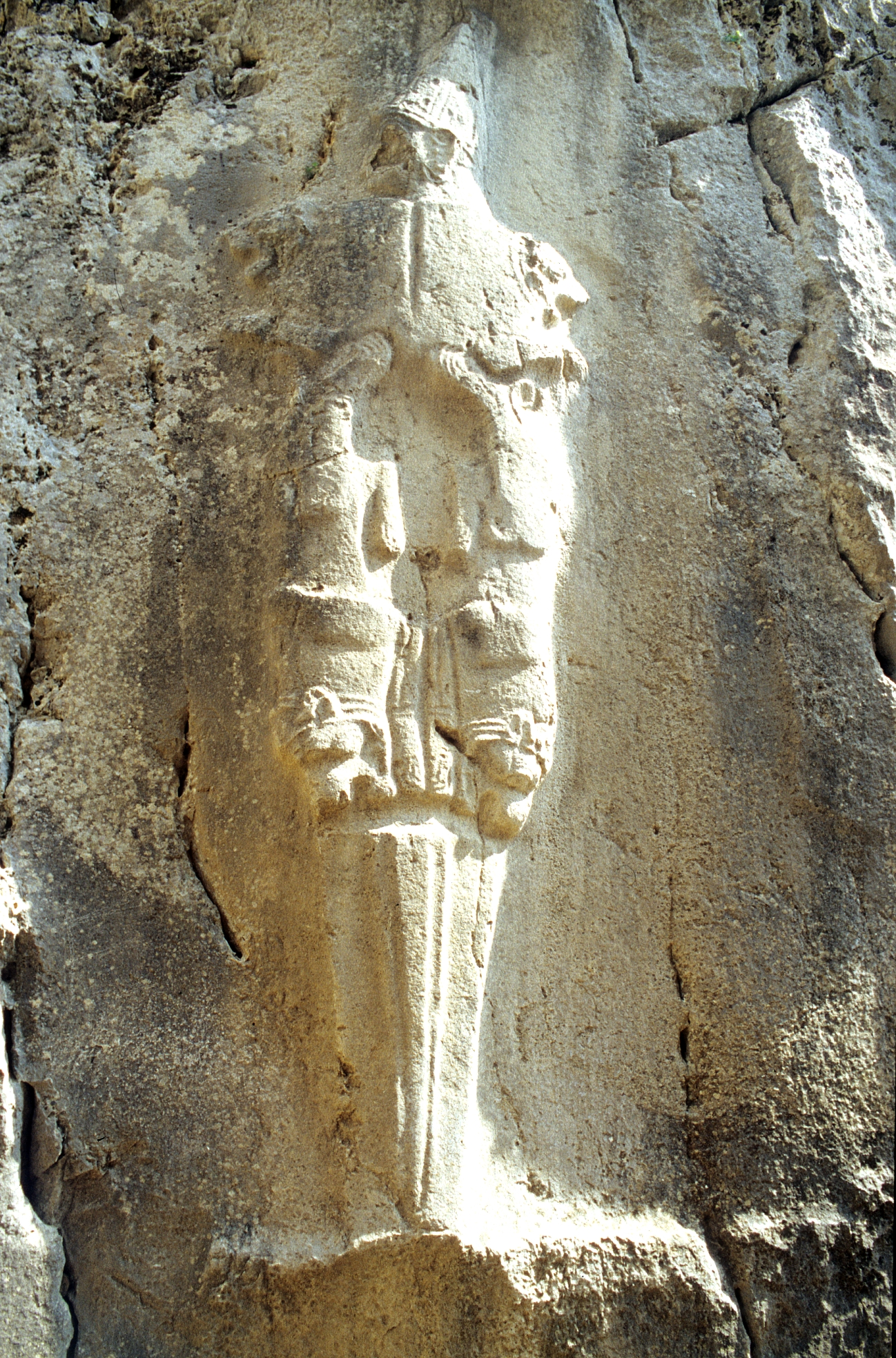
Nergal képmása Hattuszaszban

Nergal (Nirgal DNIR.GAL2, ékírással 𒀭𒉪𒃲, DIGI (bizonytalan) 𒀭𒅆, héberül: נֵרְגַל [Nērḡal]; latinul: Nergel) az atipikus mezopotámiai istenségek egyike, a késősumer kortól a halottak birodalmának uralkodója, a dögvész hozója. Feleségével, Ereskigallal, a holtak úrnőjével együtt kormányozza az alvilágot. Nevét eredetileg DKIŠ.UNU alakban írták. Az akkádok ezt megtoldották a GAL jellel, amely talán a kiejtésre utaló jel volt. A III. uri dinasztia korában a DGIR3.UNU forma honosodott meg, amely a KIŠ és GIR3 ékjelek különválására vezethető vissza. (𒆧 és 𒄌) Az óbabiloni korban DU.GUR alakban írták.

## Jellemzői
Nergal a gutik főistene volt eredetileg, így Kúta város védnöke is. Nem ismerjük az eredeti mítoszait, de a sumerek közismert gyűlölete a gutikkal szemben megengedi azt a feltevést, hogy Nergal csak a késősumer korban vált olyan negatív személyiséggé, amilyennek ma ismerjük. Erre közvetett adatok is mutatnak.
Ezek közé tartozik az is, hogy a nap egy bizonyos szakában (délben) Samas napistent helyettesíti, vagy Samas megjelenési formája. A himnuszokban a háború és a döghalál istene. E két tulajdonság talán összefügg egymással, mivel a sumerek felismerték, hogy a melegben temetetlenül hagyott holtak terjesztik a pestist. Ugyanakkor jelzőiben Ninurta jelzői is feltűnnek, mint például a tomboló király. Nergal eredetileg napisten lehetett, a perzselő, gyilkos Nap istene, „Aki tűzbe borítja a nádast” és lázt hoz az emberre. Kettős természetében ugyanakkor termékenységi hatásköre is volt.
A babiloni korban az égistenek pozitív, a földistenek negatív, alvilági szerepkört kaptak, eltávolítva egymástól a korai sumer dualisztikus elemeket. Nergal esetében – talán a gutiak emlékének hatására – a pusztító jelleg maradt fenn, és az alvilági istenekhez sorolták. Az i. e. 2. évezred elejéről származó Könyörgés Nergalhoz már egyértelműen halálistenként említi.
Királysága a holtak birodalma, amely az Irkalla (vagy Irkalia) nevű nagy barlang. A mítoszok nem egységesek abban a tekintetben, hogy kik alkotják Nergal családját. Feleségeként Ereskigalt vagy Allatum (Allatu) istennőt említik. Fia pedig Ninazu, az alvilági gyógyító, akit viszont más szövegek Enlil és Ninlil, vagy Ereskigal és Gugalanna fiaként említenek. Ez valószínűleg annak a következménye, hogy a városkirályságok isteneit sokszor azonosították más területek isteneivel, és nem feltétlenül egységes módon.
Nergalt általában oroszlán képében ábrázolták, attribútuma a buzogány. Sokszor hozzák kapcsolatba a tűzzel. A későbabiloni időkben az asztrológia kialakulásával a Mars védnöke lett, hiszen a vörös bolygó színe sok népet a harciasságra emlékeztetett. (A görögöknél Arész, a rómaiaknál Mars, aki viszont eredeti formájában vegetációs istenség, nincs köze a harchoz, csak az Arésszal való rokonítás folytán nyerte ezt a „feladatkört”.)
Nergalt Kúta városán kívül általában nem tisztelték önálló formájában, csak más istenekkel azonosítva. Uralkodói nevekben is ritkán tűnik fel (például Nergal-sar-uszur). Tiszteletének egyes elemei viszont beépültek más istenek kultuszaiba.
Nergal kultuszának utolsó reneszánsza a hettiták késői korszakában volt, majd az újhettita királyságok korában. Ezen újhettita fejedelemségek kultuszai közvetítették később a zsidók felé, majd a babiloni fogság időszakában közelebbről is megismerkedtek vele, így lett Nergal a Sátán szinonimája.

## Nergal és Ereskigal
Ma a Nergal-mítoszok legismertebbje a Nergal és Ereskigal. Ennek első két töredéke az amarnai levéltárból került elő diplomáciai iratok társaságában. E mítosznak és a szintén itt talált Adapa töredékeknek talán az egyiptomi írnokok nyelvtanulásának segítése volt a szerepük. A Harrán közelében fekvő Sultantepe telljében feltárt magánkönyvtárban a Nergal és Ereskigal mítoszt egy nagyméretű táblán találták meg. Lényegében ugyanazt a változatot tartalmazza, mint az egyiptomi, de teljesebb, kicsit más fogalmazású és bővebb. Ezek a szövegek nem az eredeti mítoszokat írják le, hanem későbbi költői művek, átdolgozások. (Körülbelül a homéroszi eposzokhoz hasonlíthatóan.) E mítosz másodlagos jellegét már az is mutatja, hogy megpróbál magyarázatot találni arra, hogyan lehet egy égi isten pusztító, vagyis alvilági szerepű.
A mítosz az istenek égi lakomájával kezdődik, de Ereskigal hiányzik közülük, mert megsértődik a küldönc szavain. Maga helyett Namtart küldi, akit az égiek ugyanúgy megtisztelnek, mintha maga Ereskigal érkezett volna meg, egyetlenegy kivétellel. Ez az egy Nergal volt, mint azt Éa, a bölcs kiderítette. Ereskigal visszaküldi Namtart Nergalért, mert bosszút akar állni, végül azonban az alvilág királynője férjéül választja az alvilágba érkező Nergalt.
Más változatok szerint az istennő azért nem megy el az istenek lakomájára, mert iszonyodik a fénytől, és Nergal az, akit büntetni küldenek az alvilágba.